# Sergio Arribas
Sergio Arribas Calvo (* 30. September 2001 in Madrid) ist ein spanischer Fußballspieler, der aktuell im Kader von UD Almería unter Vertrag steht. Er wird meistens im Sturm oder auf dem Flügel eingesetzt.

## Karriere
Arribas begann bei Pérez Galdós mit dem Fußball. 2010 wechselte er zu CD Leganés, wo er zwei Jahre verweilte. 2012 folgte der Sprung zum spanischen Rekordmeister Real Madrid. Für die zweite Mannschaft der Madrilenen gab er sein Debüt am 18. Oktober 2020 gegen Las Rozas CF, als er von Beginn an auf dem Platz stand. Sein erstes Tor gab er am 6. Spieltag gegen Rayo Majadahonda. Am 20. September 2020 debütierte er beim 0:0 gegen Real Sociedad, als er kurz vor Spielende eingewechselt wurde.
Bei der Klub-Weltmeisterschaft 2022 kam Arribas unter Carlo Ancelotti beim 4:1-Halbfinalsieg gegen den al Ahly SC zum Einsatz. Dabei erzielte er kurz vor dem Spielende den Treffer zum Endstand. Beim Finalsieg wurde er jedoch nicht eingewechselt.
Im August 2023 wechselte er zu UD Almería und unterschrieb dort einen langfristigen Vertrag bis Sommer 2029.

## Titel
- Klub-Weltmeister: 2022
- UEFA-Youth-League-Sieger: 2020